# Inostemma striaticornu
Inostemma striaticornu är en stekelart som beskrevs av Peter Neerup Buhl 2002. Inostemma striaticornu ingår i släktet Inostemma och familjen gallmyggesteklar. Inga underarter finns listade i Catalogue of Life.